# Magnien
Magnien ist eine französische Gemeinde mit 318 Einwohnern (Stand: 1. Januar 2022) im Département Côte-d’Or in der Region Bourgogne-Franche-Comté (vor 2016 Bourgogne); sie gehört zum Arrondissement Beaune und zum Kanton Arnay-le-Duc. Die Einwohner werden Magniénois genannt.

## Geographie
Magnien liegt etwa 55 Kilometer westsüdwestlich von Dijon. Umgeben wird Magnien von den Nachbargemeinden Jouey im Norden, Arnay-le-Duc im Osten und Nordosten, Saint-Prix-lès-Arnay im Osten, Maligny im Südosten, Viévy im Süden und Südwesten, Voudenay im Westen und Südwesten sowie Marcheseuil im Nordwesten. Im südlichen Gemeindegebiet verläuft das Flüsschen Villeneuve.

## Bevölkerung
| Jahr                       | 1962 | 1968 | 1975 | 1982 | 1990 | 1999 | 2006 | 2011 | 2016 |
| Einwohner                  | 374  | 392  | 380  | 350  | 337  | 301  | 316  | 345  | 315  |
| Quellen: Cassini und INSEE |      |      |      |      |      |      |      |      |      |

## Sehenswürdigkeiten

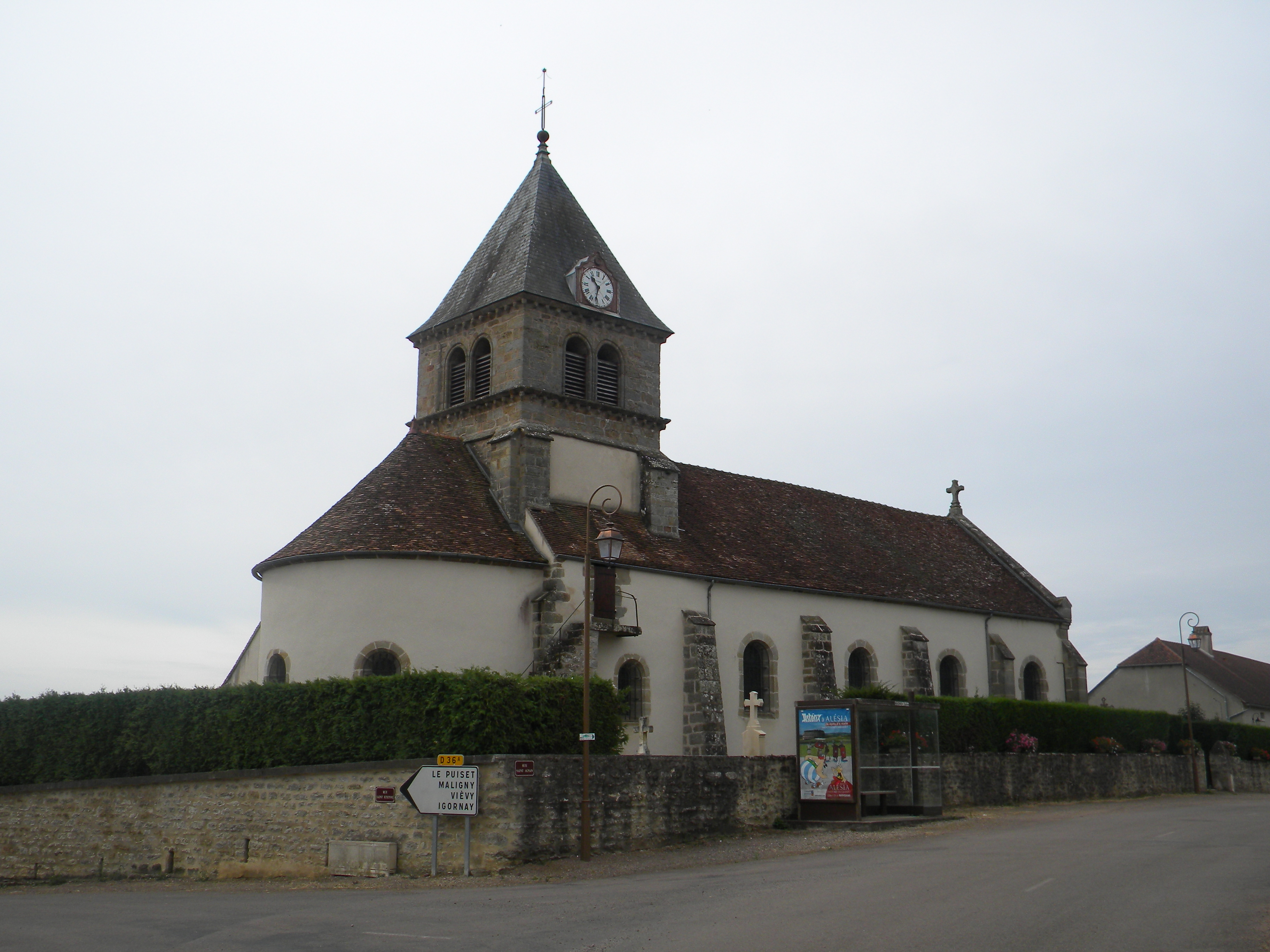
Kirche Saint-Agnan

- Kirche Saint-Agnan aus dem 12. Jahrhundert
- Ehemalige Thermalbäder